# Наблюдение гомосексуального поведения у овец

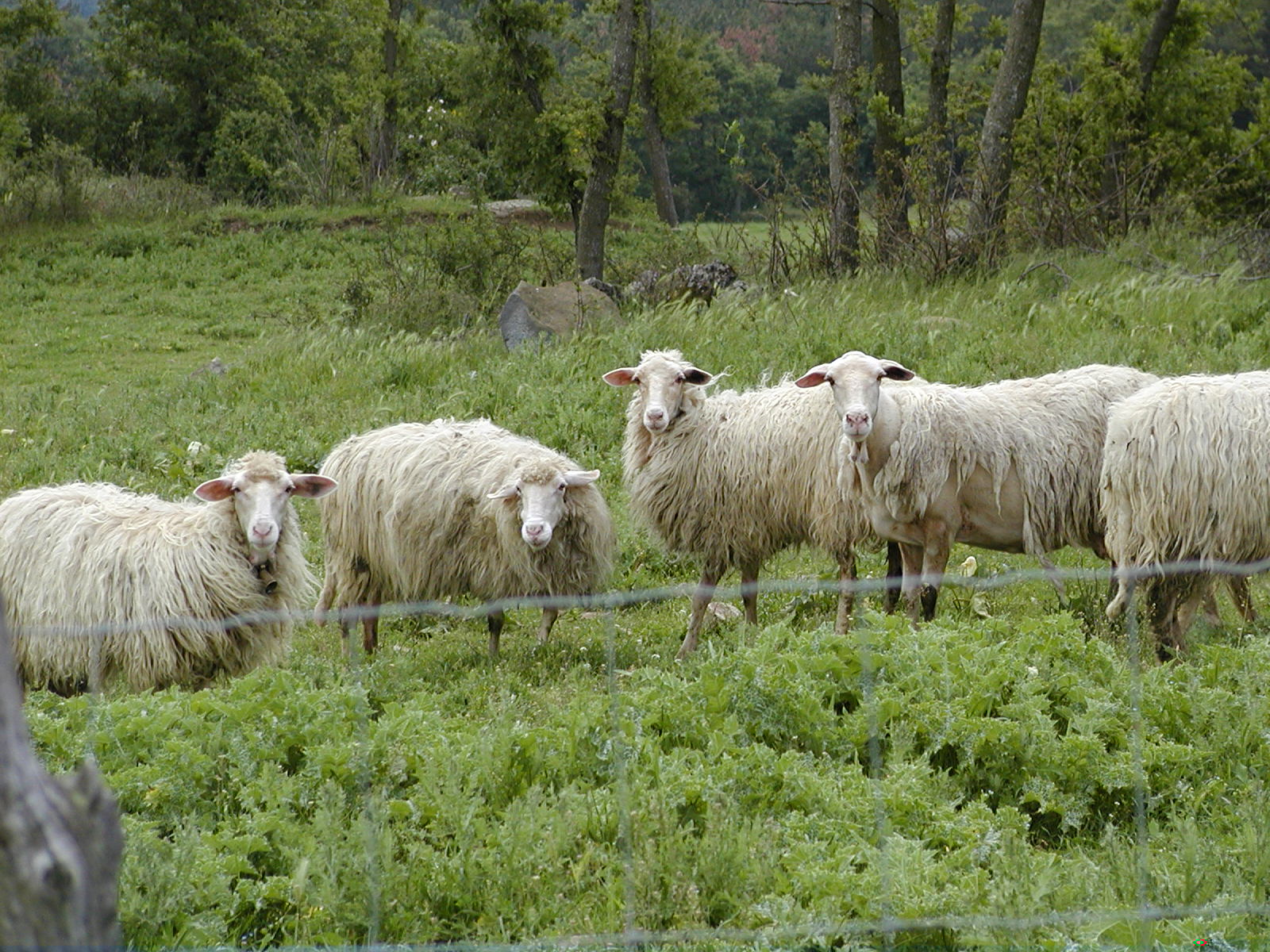

Исследователи Орегонского университета  и Министерства сельского хозяйства США  изучали гомосексуальное поведение у овец. 
Исследование началось в 1995 году после того, как овцеводы сделали запрос правительству с просьбой определить, почему некоторые бараны, купленные в качестве животных-производителей, не проявляют интереса к самкам. Исследователи получили грант Национального института здравоохранения (National Institutes of Health) в размере 2,8 миллионов долларов с целью разработать тест, определяющий вероятность того, что баран-производитель окажется ориентированным на самок.
В экспериментах участвовали выращиваемые отдельно от самок самцы, из которых предварительным отбором выбирались животные для эксперимента. Исследователи обнаружили, что все репродуктивно пассивные самцы, пришли из группы выращенных отдельно от самок, которым было разрешено физически взаимодействовать друг с другом. Они пришли к выводу, что возникновение сексуального поведения с низким уровнем ответа у самцов связано с такими факторами, как условия выращивания.
В работе «Гормоны и поведение» авторы цитируют ранее проводимые исследования: "Социальная среда, в которой выращиваются ягнята-самцы влияет и на сексуальное поведение баранов (Casteilla et al., 1987; Katz et al., 1988). Самцы воспитанные в мужских группах проявляют мало интереса к самкам (Зенчак и Андерсон, 1980). Шривастава и другие (1989) сообщили, что гомосексуальное поведение у баранов является следствием длительной изоляции от самок и исключительного контакта с самцами.
Розелли и др. в обзоре, опубликованном в 2011 году в журнале Frontiers in Neuroendocrinology, Балтазар в обзоре, опубликованном в 2016 году в журнале Philosophical Transactions of the Royal Society of London B: Biological Sciences, и Бэйли и др. (2016), анализируя результаты исследований этой популяции овец, предложили несколько гипотез. Одна из них — различие в мозге: ядро сексуального диморфизма овец с гомосексуальным поведением подвергается влиянию более низкой концентрации андрогенов в эмбриональном периоде. Кроме этой гипотезы было предложено несколько других, объясняющих развитие однополых сексуальных предпочтений у баранов. К ним относятся влияние однополого воспитания, генов, обонятельной реакции. Ни один из этих механизмов не является взаимоисключающим, и ни один из них не проявил себя как играющий основную роль. Наше понимание причин однополых предпочтений у баранов далеко от завершения, заключает Розелли. Хотя имеющиеся на сегодняшний день данные косвенно поддерживают эту гипотезу (о oSDN), многие вопросы остаются без ответа. Очевидно, что необходимо больше исследований, чтобы понять сложности, связанные с организацией однополых предпочтений сексуальных партнеров у овец. Последующие исследования, проведенные Price и коллегами показали, что раннее взаимодействие самцов с самками увеличивает вероятность того, что бараны станут сексуально активными.

## Критика
Организация «Люди за этичное обращение с животными» (PETA) подвергла критике деятельность учёных. Представитель организации заявил, что Роселли тратит миллионы долларов налогоплательщиков, «убивая гомосексуальных баранов».
Гей-активисты обвинили учёных в гомофобии, утверждая, в частности, что эксперимент является «эхом нацистских исследований 1940-х годов».